# Vårtig kratertryffel
Vårtig kratertryffel (Pachyphloeus melanoxanthus) är en svampart som först beskrevs av Tul. & C. Tul. ex Berk., och fick sitt nu gällande namn av Tul. & C. Tul. 1845. Vårtig kratertryffel ingår i släktet Pachyphloeus och familjen Pezizaceae.  Arten är reproducerande i Sverige. Inga underarter finns listade i Catalogue of Life.